# کیتی وارد
کیتی وارد (انگلیسی: Katy Ward؛ زادهٔ ۵ ژانویهٔ ۱۹۸۴) بازیکن سابق فوتبال اهل انگلستان است که در پست دفاع چپ بازی می کرد. او آخرین بار برای کاونتری سیتی بازی کرد.